# Saint-André-Lachamp
Saint-André-Lachamp é uma comuna francesa na região administrativa de Auvérnia-Ródano-Alpes, no departamento de Ardèche. Estende-se por uma área de 17,09 km². Em 2010 a comuna tinha 152 habitantes (densidade: 8,9 hab./km²).